# Ammophila modesta
Ammophila modesta es una especie de avispa del género Ammophila, familia Sphecidae.

## Taxonomía
Fue descrito por primera vez en 1883 por Mocsary.